# Pământul nimănui (film din 2001)
Pământul nimănui (Ničija zemlja / Ничија земља) - film bosniac din 2001, care are loc în timpul războiului bosniac. Filmul este o parabolă și a marcat  debutul scriitorului și regizorului bosniac Danis Tanović. Este o coproducție a unor companii din Bosnia și Herțegovina, Slovenia, Italia, Franța, Belgia și Marea Britanie.

## Distribuție
- Branko Đurić – Čiki
- Rene Bitorajac – Nino
- Filip Šovagović – Cera
- Georges Siatidis – Sergeant Marchand
- Serge-Henri Valcke – Captain Dubois
- Sacha Kremer – Michel
- Alain Eloy – Pierre
- Mustafa Nadarević – older Serbian soldier
- Bogdan Diklić – Serbian officer
- Boro Stjepanović – Bosnian soldier
- Simon Callow – Colonel Soft
- Katrin Cartlidge – Jane Livingstone
- Tanja Ribič – Martha
- Branko Završan – Deminer
- Mirza Tanović⁠(bs)[traduceți] – officer